# Russisch voetbalelftal (mannen)
Het Russisch voetbalelftal (Russisch: Сбо́рная Росси́и по футбо́лу, Sbornaja Rossii po foetboloe) is een team van voetballers dat Rusland vertegenwoordigt in internationale wedstrijden. Van 1923 tot 1992 kwamen Russische voetballers uit voor het voetbalelftal van de Sovjet-Unie. Op het EK voetbal van 1992 was het land actief als deel van het Gemenebest van Onafhankelijke Staten. Het grootste succes tot op heden is het bereiken van de halve finale op het EK 2008.

## Geschiedenis

### Beginjaren
Al rond de eeuwwisseling werd er gevoetbald in Sint-Petersburg, maar een echte nationale voetbalbond werd pas in 1912 opgericht. De eerste interland werd gespeeld op 30 juni 1912 tegen het Grootvorstendom Finland en werd met 2–1 verloren. Deze wedstrijd werd gespeeld op de Olympische Spelen in Stockholm. In principe was het echter nog geen officiële interland, daar Finland op dat moment nog deel uitmaakte van het Russische keizerrijk. Als verliezer mocht Rusland nog deelnemen aan het troosttoernooi en trof daar Duitsland. Het werd maar liefst 16–0 voor de Duitsers, waarvan tien goals van de voet van Gottfried Fuchs.
In 1910 speelde Rusland al eens tegen Bohemen, maar deze wedstrijd, die ze met 5–4 wonnen wordt niet als officieel beschouwd door de FIFA. Er werden wedstrijden gepland tegen Duitsland en Frankrijk in 1915, maar door het uitbreken van de Eerste Wereldoorlog werden deze geschrapt. In 1923 werd het elftal opgevolgd door het voetbalelftal van de Sovjet-Unie.

### Nieuwe start
Na de ontmanteling van de Sovjet-Unie ging Rusland verder als onafhankelijke staat. De eerste officiële interland na de EK-eindronde 1992 in Zweden, waar Rusland nog deel uitmaakte van het Gemenebest van Onafhankelijke Staten, werd gespeeld op 16 augustus 1992 in Moskou. Tegenstander was Mexico, dat met 2-0 werd verslagen dankzij doelpunten van Valeri Karpin (strafschop) en Dmitriy Popov. De eerste jaren vanaf 1992 waren niet al te succesvol. Twee keer werd het WK gehaald en twee keer het EK, maar verder dan de eerste ronde kwamen de Russen nooit. In 2006 werd de Nederlandse trainer Guus Hiddink benoemd tot bondscoach (met oud-Feyenoorder Igor Kornejev als zijn assistent) met als doel het Russische voetbal groots op de kaart te zetten. De Russen behaalden in de kwalificatiereeks voor het EK 2008 in Oostenrijk en Zwitserland de tweede plaats achter Kroatië waardoor ze zich, ten koste van Engeland, voor de EK-eindronde plaatsten. Op dat toernooi bereikten ze de halve finale door Nederland in de kwartfinale te verslaan. De finale haalde het elftal niet; de latere kampioen Spanje was met 3–0 te sterk. Op 13 februari 2010 maakte Hiddink bekend te stoppen als bondscoach van Rusland. Zijn in de zomer aflopende contract werd niet verlengd. "Na een zeer prettig gesprek met de nieuwe bondsvoorzitter is besloten dat we na het aflopen van mijn contract op 30 juni uit elkaar gaan", verklaarde Hiddink in zijn column in dagblad De Telegraaf. Onder leiding van Hiddink wist Rusland zich vervolgens niet te plaatsen voor het WK voetbal 2010 in Zuid-Afrika.

### WK-eindronde 2014
Rusland, de organisator van het volgende WK voetbal in 2018, blameerde zichzelf in 2014 opnieuw bij de wereldtitelstrijd. Ook bij het derde optreden wist de ploeg de eerste ronde niet te overleven. In de laatste groepswedstrijd op 26 juni hield Algerije de selectie van bondscoach Fabio Capello in Curitiba, Brazilië op 1–1. Met vier punten verzekerde de Noord-Afrikaanse ploeg zich achter België van de tweede plaats, goed voor een duel met Duitsland in de achtste finales.
Capello vertrouwde na de voorgaande nederlaag tegen België (1–0) nog volledig op de goede afloop in groep H. "We hoeven alleen van Algerije te winnen", merkte hij nuchter op. Capello gaf tegen Algerije tien basisspelers van het duel met België opnieuw zijn vertrouwen.
Na de roemloze uitschakeling liet Capello weten graag aan te willen blijven als bondscoach van Russische nationale ploeg. De Italiaanse trainer hoopte dat hij van zijn meerderen de kans zou krijgen om bij het WK in 2018 in Rusland revanche te nemen voor de vroegtijdige eliminatie in Brazilië. "De mensen die de leiding hebben, moeten hierover beslissen. Maar ik denk dat ik het tot nu toe goed heb gedaan", zei hij na het duel tegen Algerije. De dan 68-jarige Capello had op dat moment nog een contract tot 2018. In 2015 kreeg Capello echter alsnog zijn congé.

### WK-gastheer in 2018
Omdat Rusland gastheer was van het WK voetbal 2018 was de nationale selectie automatisch geplaatst voor de eindronde in eigen land. Bondscoach Stanislav Tsjertsjesov mikte op minimaal een plaats in de achtste finales, verkondigde hij in een gesprek met fans via het netwerk VKontakte, de Russische variant van Facebook, op 30 januari 2018. "We moeten de eerste ronde doorkomen, we willen een waardige gastheer zijn", aldus Tsjertsjesov, die met zijn team veel kritiek te verduren kreeg. Bij de FIFA Confederations Cup 2017, de generale repetitie voor het WK, werden de Russen in de groepsfase uitgeschakeld. De coach benadrukte dat het thuisvoordeel je nog geen kanshebber maakt. "Maar het is logisch dat de fans willen dat je zo ver mogelijk komt." Rusland was ingedeeld in groep A, samen met Saoedi-Arabië, Egypte en Uruguay. In de openingswedstrijd, op donderdag 14 juni, wist de ploeg met maar liefst 5–0 te winnen van het zwak spelende Saoedi-Arabië, onder meer door twee treffers van invaller Denis Tsjerysjev.
Die zege betekende de grootste overwinning in een openingswedstrijd van een WK-eindronde ooit. Na een 3–1 overwinning op Egypte en een 0–3 verlies tegen Uruguay ging Rusland naar de volgende ronde. Hier wachtte Spanje, maar Rusland wist Spanje na verlengingen op 1–1 te houden en wist de strafschoppenreeks zelfs te winnen. In de kwartfinale tegen Kroatië waren er ook strafschoppen nodig nadat Mario Fernandes, met nog vijf minuten te gaan, het in de tweede verlenging 2–2 wist te maken. Deze keer verloor Rusland.

### Na het WK in eigen land
Na het succesvolle WK, waarin de kwartfinale pas het eindstation bleek, begon voor Rusland de eerste editie van de UEFA Nations League. In een poule in divisie B met Zweden en Turkije werd Rusland tweede achter de Scandinaviërs. Zweden had een beter doelsaldo (+2 om +1) en promoveerde naar divisie A. In de kwalificaties voor het EK 2020 werd de tweede plek in de groep behaald achter de ongenaakbare Belgen en Rusland was daarmee gekwalificeerd. Rusland won alle wedstrijden tegen de overige tegenstanders in de poule: Schotland, Cyprus, Kazachstan en San Marino. Het EK, waarbij Sint-Petersburg met het Krestovskistadion een van de speelsteden is, werd door de coronapandemie naar 2021 verschoven. Voor de tweede editie van de UEFA Nations League was Rusland het hoogst geklasseerde land in divisie B en daarmee groepshoofd. Echter kregen de Russen het in een poule met Hongarije, Servië en Turkije voor de tweede maal niet voor elkaar om te promoveren naar divisie A. Ze eindigden tweede achter de Hongaren.

## Deelnames aan internationale voetbaltoernooien

### Wereldkampioenschap
| Wereldkampioenschap voetbal | Wereldkampioenschap voetbal | Wereldkampioenschap voetbal | Wereldkampioenschap voetbal | Wereldkampioenschap voetbal | Wereldkampioenschap voetbal | Wereldkampioenschap voetbal | Wereldkampioenschap voetbal | Wereldkampioenschap voetbal |
| Jaar                        | Ronde                       | Wed.                        | W                           | G                           | V                           | DV                          | DT                          | Kwal                        |
| --------------------------- | --------------------------- | --------------------------- | --------------------------- | --------------------------- | --------------------------- | --------------------------- | --------------------------- | --------------------------- |
| 1930–1990                   | Bij Sovjet-Unie             | Bij Sovjet-Unie             | Bij Sovjet-Unie             | Bij Sovjet-Unie             | Bij Sovjet-Unie             | Bij Sovjet-Unie             | Bij Sovjet-Unie             | Bij Sovjet-Unie             |
| 1994                        | Groepsfase                  | 3                           | 1                           | 0                           | 2                           | 7                           | 6                           | (Kwal.)                     |
| 1998                        | Niet gekwalificeerd         | Niet gekwalificeerd         | Niet gekwalificeerd         | Niet gekwalificeerd         | Niet gekwalificeerd         | Niet gekwalificeerd         | Niet gekwalificeerd         | Niet gekwalificeerd         |
| 2002                        | Groepsfase                  | 3                           | 1                           | 0                           | 2                           | 4                           | 4                           | (Kwal.)                     |
| 2006                        | Niet gekwalificeerd         | Niet gekwalificeerd         | Niet gekwalificeerd         | Niet gekwalificeerd         | Niet gekwalificeerd         | Niet gekwalificeerd         | Niet gekwalificeerd         | Niet gekwalificeerd         |
| 2010                        | Niet gekwalificeerd         | Niet gekwalificeerd         | Niet gekwalificeerd         | Niet gekwalificeerd         | Niet gekwalificeerd         | Niet gekwalificeerd         | Niet gekwalificeerd         | Niet gekwalificeerd         |
| 2014                        | Groepsfase                  | 3                           | 0                           | 2                           | 1                           | 2                           | 3                           | (Kwal.)                     |
| 2018                        | Kwartfinale                 | 5                           | 2                           | 2                           | 1                           | 11                          | 7                           |                             |
| 2022                        | Gediskwalificeerd           | Gediskwalificeerd           | Gediskwalificeerd           | Gediskwalificeerd           | Gediskwalificeerd           | Gediskwalificeerd           | Gediskwalificeerd           | Gediskwalificeerd           |
| 2026                        | Uitgesloten van deelname    | Uitgesloten van deelname    | Uitgesloten van deelname    | Uitgesloten van deelname    | Uitgesloten van deelname    | Uitgesloten van deelname    | Uitgesloten van deelname    | Uitgesloten van deelname    |

### Europees kampioenschap
| Europees kampioenschap voetbal | Europees kampioenschap voetbal           | Europees kampioenschap voetbal           | Europees kampioenschap voetbal           | Europees kampioenschap voetbal           | Europees kampioenschap voetbal           | Europees kampioenschap voetbal           | Europees kampioenschap voetbal           | Europees kampioenschap voetbal           |
| Jaar                           | Ronde                                    | Wed.                                     | W                                        | G                                        | V                                        | DV                                       | DT                                       | Kwal                                     |
| ------------------------------ | ---------------------------------------- | ---------------------------------------- | ---------------------------------------- | ---------------------------------------- | ---------------------------------------- | ---------------------------------------- | ---------------------------------------- | ---------------------------------------- |
| 1960–1988                      | Bij Sovjet-Unie                          | Bij Sovjet-Unie                          | Bij Sovjet-Unie                          | Bij Sovjet-Unie                          | Bij Sovjet-Unie                          | Bij Sovjet-Unie                          | Bij Sovjet-Unie                          | Bij Sovjet-Unie                          |
| 1992                           | Bij Gemenebest van Onafhankelijke Staten | Bij Gemenebest van Onafhankelijke Staten | Bij Gemenebest van Onafhankelijke Staten | Bij Gemenebest van Onafhankelijke Staten | Bij Gemenebest van Onafhankelijke Staten | Bij Gemenebest van Onafhankelijke Staten | Bij Gemenebest van Onafhankelijke Staten | Bij Gemenebest van Onafhankelijke Staten |
| 1996                           | Groepsfase                               | 3                                        | 0                                        | 1                                        | 2                                        | 4                                        | 8                                        | (Kwal.)                                  |
| 2000                           | Niet gekwalificeerd                      | Niet gekwalificeerd                      | Niet gekwalificeerd                      | Niet gekwalificeerd                      | Niet gekwalificeerd                      | Niet gekwalificeerd                      | Niet gekwalificeerd                      | Niet gekwalificeerd                      |
| 2004                           | Groepsfase                               | 3                                        | 1                                        | 0                                        | 2                                        | 2                                        | 4                                        | (Kwal.)                                  |
| 2008                           | Halve finale                             | 5                                        | 3                                        | 0                                        | 2                                        | 7                                        | 8                                        | (Kwal.)                                  |
| 2012                           | Groepsfase                               | 3                                        | 1                                        | 1                                        | 1                                        | 5                                        | 3                                        | (Kwal.)                                  |
| 2016                           | Groepsfase                               | 3                                        | 0                                        | 1                                        | 2                                        | 2                                        | 6                                        | (Kwal.)                                  |
| 2020                           | Groepsfase                               | 3                                        | 1                                        | 0                                        | 2                                        | 2                                        | 7                                        | (Kwal.)                                  |
| 2024                           | Uitgesloten van deelname                 | Uitgesloten van deelname                 | Uitgesloten van deelname                 | Uitgesloten van deelname                 | Uitgesloten van deelname                 | Uitgesloten van deelname                 | Uitgesloten van deelname                 | Uitgesloten van deelname                 |

### FIFA Confederations Cup
| FIFA Confederations Cup | FIFA Confederations Cup | FIFA Confederations Cup | FIFA Confederations Cup | FIFA Confederations Cup | FIFA Confederations Cup | FIFA Confederations Cup | FIFA Confederations Cup | FIFA Confederations Cup |
| Jaar                    | Ronde                   | Wed.                    | W                       | G                       | V                       | DV                      | DT                      |                         |
| ----------------------- | ----------------------- | ----------------------- | ----------------------- | ----------------------- | ----------------------- | ----------------------- | ----------------------- | ----------------------- |
| 2017                    | Groepsfase              | 3                       | 1                       | 0                       | 2                       | 3                       | 3                       |                         |

### UEFA Nations League
| 2018–19 | B | 17e               | 4                 | 2                 | 1                 | 1                 | 4                 | 3                 | Stabiel |
| 2020–21 | B | 24e               | 6                 | 2                 | 2                 | 2                 | 9                 | 12                | Stabiel |
| 2022–23 | B | Gediskwalificeerd | Gediskwalificeerd | Gediskwalificeerd | Gediskwalificeerd | Gediskwalificeerd | Gediskwalificeerd | Gediskwalificeerd | Gedaald |

## Bondscoaches
- Bijgewerkt tot en met de wedstrijd tegen  Cuba (8-0) op 20 november 2023.

| Naam                   | Van              | Tot              | Duels | W  | G  | V  |
| ---------------------- | ---------------- | ---------------- | ----- | -- | -- | -- |
| Pavel Sadyrin          | 16 augustus 1992 | 28 juni 1994     | 23    | 12 | 6  | 5  |
| Oleg Romantsev         | 17 augustus 1994 | 19 juni 1996     | 25    | 17 | 4  | 4  |
| Boris Ignatjev         | 28 augustus 1996 | 30 mei 1998      | 20    | 8  | 8  | 4  |
| Anatolij Bysjovets     | 19 augustus 1998 | 18 november 1998 | 6     | 0  | 0  | 6  |
| Oleg Romantsev         | 27 maart 1999    | 14 juni 2002     | 35    | 19 | 10 | 6  |
| Valeri Gazzajev        | 21 augustus 2002 | 20 augustus 2003 | 9     | 4  | 2  | 3  |
| Georgi Jartsev         | 6 september 2003 | 30 maart 2005    | 19    | 8  | 6  | 5  |
| Joeri Sjomin           | 4 juni 2005      | 12 oktober 2005  | 7     | 3  | 4  | 0  |
| Aleksandr Borodjoek    | 1 maart 2006     | 27 mei 2006      | 2     | 0  | 1  | 1  |
| Guus Hiddink           | 16 augustus 2006 | 3 maart 2010     | 39    | 22 | 7  | 10 |
| Dick Advocaat          | 11 augustus 2010 | 30 juni 2012     | 24    | 12 | 8  | 4  |
| Fabio Capello          | 16 juli 2012     | 14 juli 2015     | 33    | 17 | 11 | 5  |
| Leonid Sloetski        | 7 augustus 2015  | 20 juni 2016     | 13    | 6  | 2  | 5  |
| Stanislav Tsjertsjesov | 31 augustus 2016 | 8 juli 2021      | 57    | 25 | 11 | 21 |
| Valeriy Karpin         | 26 juli 2021     | heden            | 16    | 9  | 6  | 1  |

## Huidige selectie
De volgende spelers werden opgeroepen voor de vriendschappelijke wedstrijden tegen Servië en Paraguay op 21 en 25 maart 2024.
Interlands en doelpunten tot en met de wedstrijd tegen Cuba op 21 maart 2024.
| Rugnummer   | Naam                 | Wedstrijden | Doelpunten | Club                  |
| ----------- | -------------------- | ----------- | ---------- | --------------------- |
| Doel        |                      |             |            |                       |
|             | Matvej Safonov       | 13          | 0          | Paris Saint-Germain   |
|             | Joeri Lodygin        | 11          | 0          | Panathinaikos         |
|             | Andrej Loenjov       | 7           | 0          | Qarabağ               |
|             | Aleksandr Maksimenko | 0           | 0          | Spartak Moskou        |
| Verdediging |                      |             |            |                       |
|             | Igor Divejev         | 14          | 1          | CSKA Moskou           |
| 5           | Maksim Osipenko      | 11          | 1          | Rostov                |
|             | Aleksandr Silyanov   | 8           | 1          | Lokomotiv Moskou      |
|             | Daniil Khlusevich    | 7           | 0          | Spartak Moskou        |
|             | Sergej Volkov        | 4           | 0          | Krasnodar             |
|             | Joeri Gorshkov       | 2           | 0          | Krylia Sovetov Samara |
|             | Yevgeny Morozov      | 1           | 0          | Lokomotiv Moskou      |
|             | Arsen Adamov         | 1           | 0          | Orenburg              |
|             | Yevgeni Kharin       | 1           | 0          | Achmat Grozny         |
| Middenveld  |                      |             |            |                       |
| 14          | Daler Koezjajev      | 49          | 2          | Le Havre              |
| 17          | Aleksandr Golovin    | 48          | 6          | AS Monaco             |
|             | Aleksej Mirantsjoek  | 44          | 7          | Atalanta              |
| 11          | Anton Mirantsjoek    | 28          | 7          | Lokomotiv Moskou      |
| 6           | Dmitri Barinov       | 19          | 0          | Lokomotiv Moskou      |
|             | Andrej Mostovoy      | 14          | 2          | Zenit Sint-Petersburg |
| 15          | Danil Glebov         | 11          | 0          | Rostov                |
| 10          | Ivan Obljakov        | 9           | 2          | CSKA Moskou           |
|             | Arsen Zacharjan      | 8           | 0          | Real Sociedad         |
|             | Sergej Pinyayev      | 6           | 1          | Lokomotiv Moskou      |
| 25          | Danil Prutsev        | 3           | 1          | Spartak Moskou        |
|             | Anton Zinkovsky      | 4           | 0          | Spartak Moskou        |
| 8           | Aleksandr Chernikov  | 1           | 0          | Krasnodar             |
| Aanval      |                      |             |            |                       |
| 9           | Fjodor Tsjalov       | 7           | 1          | CSKA Moskou           |
|             | Konstantin Tjoekavin | 4           | 0          | Dinamo Moskou         |
|             | Ivan Sergeyev        | 2           | 1          | Zenit Sint-Petersburg |

## Spelersrecords
Deze lijst bevat geen spelers die het Russische rijk (1910-1914), de Sovjet-Unie (1924-1991) en het GOS (1992) vertegenwoordigden.

### Meeste interlands
|    | Naam                   | Carrière  | Interlands | Doelpunten |
| -- | ---------------------- | --------- | ---------- | ---------- |
| 1  | Sergej Ignasjevitsj    | 2002–2018 | 127        | 8          |
| 2  | Igor Akinfejev         | 2004–2018 | 111        | 0          |
| 3  | Viktor Onopko          | 1992–2004 | 109        | 7          |
| 4  | Joeri Zjirkov          | 2005–2021 | 105        | 2          |
| 5  | Vasili Berezoetski     | 2003–2016 | 101        | 5          |
| 6  | Aleksandr Kerzjakov    | 2002–2016 | 90         | 30         |
| 7  | Aleksandr Anjoekov     | 2004–2013 | 76         | 1          |
| 8  | Andrej Arsjavin        | 2002–2012 | 74         | 17         |
| 9  | Valeri Karpin          | 1992–2003 | 72         | 17         |
| 10 | Vladimir Bjestsjastnik | 1992–2003 | 71         | 26         |

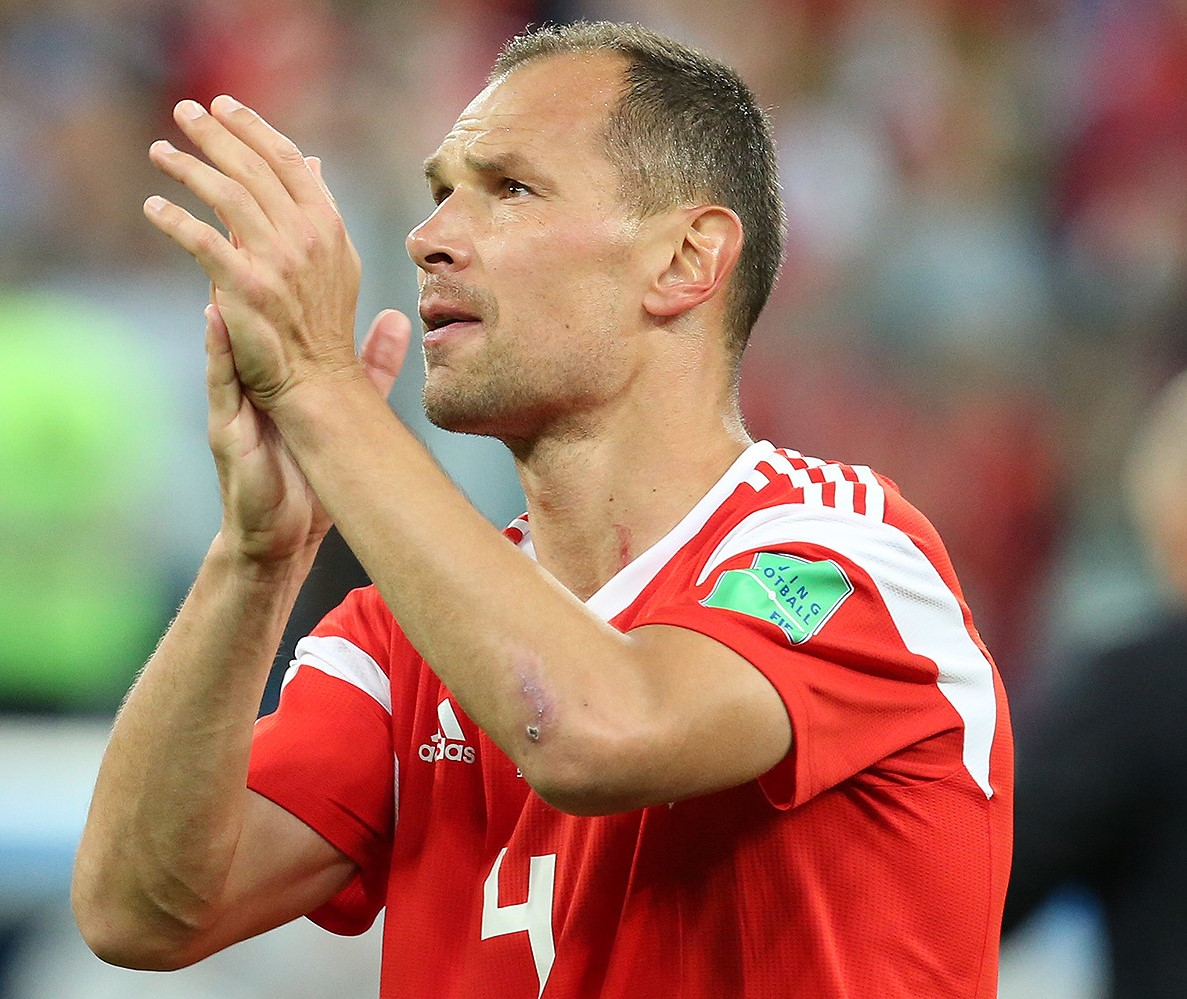
Sergej Ignasjevitsj heeft de meeste interlands gepeeld voor Rusland

Laatst bijgewerkt tot en met 22 maart 2024.

### Meeste doelpunten
|    | Naam                   | Carrière  | Doelpunten | Interlands | Doelpunt/Interland |
| -- | ---------------------- | --------- | ---------- | ---------- | ------------------ |
| 1  | Artjom Dzjoeba         | 2011–2021 | 30         | 55         | 0,55               |
| 1  | Aleksandr Kerzjakov    | 2002–2016 | 30         | 90         | 0,33               |
| 3  | Vladimir Bjestsjastnik | 1992–2003 | 26         | 71         | 0,37               |
| 4  | Roman Pavljoetsjenko   | 1982–1994 | 21         | 50         | 0,42               |
| 5  | Valeri Karpin          | 1992–2003 | 17         | 72         | 0,24               |
| 5  | Andrej Arsjavin        | 2002–2012 | 17         | 74         | 0,23               |
| 7  | Fjodor Smolov          | 2012–2021 | 16         | 44         | 0,36               |
| 8  | Dmitri Sytsjov         | 2002–2010 | 15         | 47         | 0,32               |
| 9  | Roman Sjirokov         | 2008–2016 | 13         | 56         | 0,23               |
| 10 | Denis Tsjerysjev       | 2012–2021 | 12         | 33         | 0,36               |
| 10 | Igor Kolyvanov         | 1992–1998 | 12         | 35         | 0,34               |
| 10 | Aleksandr Kokorin      | 2011–2017 | 12         | 47         | 0,26               |

Laatst bijgewerkt tot en met 22 maart 2024.

## FIFA-wereldranglijst[8]
| 1993 | 1994 | 1995 | 1996 | 1997 | 1998 | 1999 | 2000 | 2001 | 2002 | 2003 | 2004 | 2005 | 2006 | 2007 | 2008 | 2009 | 2010 | 2011 | 2012 | 2013 | 2014 | 2015 | 2016 | 2017 | 2018 | 2019 | 2020 | 2021 | 2022 | 2023 | 2024 |
| ---- | ---- | ---- | ---- | ---- | ---- | ---- | ---- | ---- | ---- | ---- | ---- | ---- | ---- | ---- | ---- | ---- | ---- | ---- | ---- | ---- | ---- | ---- | ---- | ---- | ---- | ---- | ---- | ---- | ---- | ---- | ---- |
| 14   | 13   | 5    | 7    | 12   | 40   | 18   | 21   | 21   | 23   | 24   | 32   | 34   | 22   | 23   | 9    | 12   | 13   | 12   | 9    | 22   | 31   | 24   | 56   | 64   | 48   | 38   | 39   | 34   | 37   | 38   | 34   |

## Selecties

### Wereldkampioenschap
| Selectie van Rusland bij het Wereldkampioenschap 1994 | Selectie van Rusland bij het Wereldkampioenschap 1994 | Selectie van Rusland bij het Wereldkampioenschap 1994 | Selectie van Rusland bij het Wereldkampioenschap 1994 | Selectie van Rusland bij het Wereldkampioenschap 1994 | Selectie van Rusland bij het Wereldkampioenschap 1994 | Selectie van Rusland bij het Wereldkampioenschap 1994 | Selectie van Rusland bij het Wereldkampioenschap 1994 | Selectie van Rusland bij het Wereldkampioenschap 1994 |
| №                                                     | Naam                                                  | Wed.                                                  | Dlpnt.                                                | Club                                                  |                                                       |                                                       |                                                       |                                                       |
| ----------------------------------------------------- | ----------------------------------------------------- | ----------------------------------------------------- | ----------------------------------------------------- | ----------------------------------------------------- | ----------------------------------------------------- | ----------------------------------------------------- | ----------------------------------------------------- | ----------------------------------------------------- |
| Doel                                                  |                                                       |                                                       |                                                       |                                                       |                                                       |                                                       |                                                       |                                                       |
| 1                                                     | Stanislav Tsjertsjesov                                |                                                       |                                                       | Dynamo Dresden                                        |                                                       |                                                       |                                                       |                                                       |
| 16                                                    | Dmitri Charin                                         |                                                       |                                                       | Chelsea                                               |                                                       |                                                       |                                                       |                                                       |
| Verdediging                                           |                                                       |                                                       |                                                       |                                                       |                                                       |                                                       |                                                       |                                                       |
| 2                                                     | Dmitri Koeznetsov                                     |                                                       |                                                       | Espanyol                                              |                                                       |                                                       |                                                       |                                                       |
| 3                                                     | Sergej Gorloekovitsj                                  |                                                       |                                                       | Bayer 05 Uerdingen                                    |                                                       |                                                       |                                                       |                                                       |
| 4                                                     | Dmitri Galjamin                                       |                                                       |                                                       | Espanyol                                              |                                                       |                                                       |                                                       |                                                       |
| 5                                                     | Joeri Nikiforov                                       |                                                       |                                                       | Spartak Moskou                                        |                                                       |                                                       |                                                       |                                                       |
| 6                                                     | Vladislav Ternavsky                                   |                                                       |                                                       | Spartak Moskou                                        |                                                       |                                                       |                                                       |                                                       |
| 12                                                    | Omari Tetradze                                        |                                                       |                                                       | Dinamo Moskou                                         |                                                       |                                                       |                                                       |                                                       |
| 18                                                    | Viktor Onopko                                         |                                                       |                                                       | Spartak Moskou                                        |                                                       |                                                       |                                                       |                                                       |
| 21                                                    | Dmitri Khlestov                                       |                                                       |                                                       | Spartak Moskou                                        |                                                       |                                                       |                                                       |                                                       |
| Middenveld                                            |                                                       |                                                       |                                                       |                                                       |                                                       |                                                       |                                                       |                                                       |
| 7                                                     | Andrej Pjatnitski                                     |                                                       |                                                       | Spartak Moskou                                        |                                                       |                                                       |                                                       |                                                       |
| 8                                                     | Dmitri Popov                                          |                                                       |                                                       | Racing Santander                                      |                                                       |                                                       |                                                       |                                                       |
| 10                                                    | Valeri Karpin                                         |                                                       |                                                       | Spartak Moskou                                        |                                                       |                                                       |                                                       |                                                       |
| 14                                                    | Igor Kornejev                                         |                                                       |                                                       | Espanyol                                              |                                                       |                                                       |                                                       |                                                       |
| 17                                                    | Ilya Tsymbalar                                        |                                                       |                                                       | Spartak Moskou                                        |                                                       |                                                       |                                                       |                                                       |
| 19                                                    | Aleksandr Mostovoj                                    |                                                       |                                                       | SM Caen                                               |                                                       |                                                       |                                                       |                                                       |
| 20                                                    | Igor Ledjachov                                        |                                                       |                                                       | Spartak Moskou                                        |                                                       |                                                       |                                                       |                                                       |
| Aanval                                                |                                                       |                                                       |                                                       |                                                       |                                                       |                                                       |                                                       |                                                       |
| 11                                                    | Vladimir Bestsjastnych                                |                                                       |                                                       | Spartak Moskou                                        |                                                       |                                                       |                                                       |                                                       |
| 13                                                    | Aleksandr Borodjoek                                   |                                                       |                                                       | SC Freiburg                                           |                                                       |                                                       |                                                       |                                                       |
| 15                                                    | Dmitri Radtsjenko                                     |                                                       |                                                       | Racing Santander                                      |                                                       |                                                       |                                                       |                                                       |
| 9                                                     | Oleg Salenko                                          |                                                       |                                                       | CD Logroñés                                           |                                                       |                                                       |                                                       |                                                       |
| 22                                                    | Sergej Joeran                                         |                                                       |                                                       | SL Benfica                                            |                                                       |                                                       |                                                       |                                                       |
| Bondscoach: Pavel Sadyrin                             |                                                       |                                                       |                                                       |                                                       |                                                       |                                                       |                                                       |                                                       |

| Selectie van Rusland bij het Wereldkampioenschap 2002 | Selectie van Rusland bij het Wereldkampioenschap 2002 | Selectie van Rusland bij het Wereldkampioenschap 2002 | Selectie van Rusland bij het Wereldkampioenschap 2002 | Selectie van Rusland bij het Wereldkampioenschap 2002 | Selectie van Rusland bij het Wereldkampioenschap 2002 | Selectie van Rusland bij het Wereldkampioenschap 2002 | Selectie van Rusland bij het Wereldkampioenschap 2002 | Selectie van Rusland bij het Wereldkampioenschap 2002 |
| №                                                     | Naam                                                  | Wed.                                                  | Dlpnt.                                                | Club                                                  |                                                       |                                                       |                                                       |                                                       |
| ----------------------------------------------------- | ----------------------------------------------------- | ----------------------------------------------------- | ----------------------------------------------------- | ----------------------------------------------------- | ----------------------------------------------------- | ----------------------------------------------------- | ----------------------------------------------------- | ----------------------------------------------------- |
| Doel                                                  |                                                       |                                                       |                                                       |                                                       |                                                       |                                                       |                                                       |                                                       |
| 1                                                     | Roeslan Nigmatoellin                                  |                                                       |                                                       | Hellas Verona                                         |                                                       |                                                       |                                                       |                                                       |
| 12                                                    | Stanislav Tsjertsjesov                                |                                                       |                                                       | FC Tirol Innsbruck                                    |                                                       |                                                       |                                                       |                                                       |
| 23                                                    | Aleksandr Filimonov                                   |                                                       |                                                       | Uralan Elista                                         |                                                       |                                                       |                                                       |                                                       |
| Verdediging                                           |                                                       |                                                       |                                                       |                                                       |                                                       |                                                       |                                                       |                                                       |
| 2                                                     | Joeri Kovtoen                                         |                                                       |                                                       | Spartak Moskou                                        |                                                       |                                                       |                                                       |                                                       |
| 3                                                     | Joeri Nikiforov                                       |                                                       |                                                       | PSV Eindhoven                                         |                                                       |                                                       |                                                       |                                                       |
| 7                                                     | Viktor Onopko                                         |                                                       |                                                       | Real Oviedo                                           |                                                       |                                                       |                                                       |                                                       |
| 13                                                    | Vjatsjeslav Dajev                                     |                                                       |                                                       | CSKA Moskou                                           |                                                       |                                                       |                                                       |                                                       |
| 14                                                    | Igor Tsjoegajnov                                      |                                                       |                                                       | Uralan Elista                                         |                                                       |                                                       |                                                       |                                                       |
| 18                                                    | Dmitri Sennikov                                       |                                                       |                                                       | Lokomotiv Moskou                                      |                                                       |                                                       |                                                       |                                                       |
| Middenveld                                            |                                                       |                                                       |                                                       |                                                       |                                                       |                                                       |                                                       |                                                       |
| 4                                                     | Aleksej Smertin                                       |                                                       |                                                       | Girondins Bordeaux                                    |                                                       |                                                       |                                                       |                                                       |
| 5                                                     | Andrej Solomatin                                      |                                                       |                                                       | CSKA Moskou                                           |                                                       |                                                       |                                                       |                                                       |
| 6                                                     | Igor Semsjov                                          |                                                       |                                                       | Torpedo Moskou                                        |                                                       |                                                       |                                                       |                                                       |
| 8                                                     | Valeri Karpin                                         |                                                       |                                                       | Celta de Vigo                                         |                                                       |                                                       |                                                       |                                                       |
| 9                                                     | Egor Titov                                            |                                                       |                                                       | Spartak Moskou                                        |                                                       |                                                       |                                                       |                                                       |
| 10                                                    | Aleksandr Mostovoj                                    |                                                       |                                                       | Celta de Vigo                                         |                                                       |                                                       |                                                       |                                                       |
| 15                                                    | Dmitri Alenitsjev                                     |                                                       |                                                       | FC Porto                                              |                                                       |                                                       |                                                       |                                                       |
| 17                                                    | Sergej Semak                                          |                                                       |                                                       | CSKA Moskou                                           |                                                       |                                                       |                                                       |                                                       |
| 20                                                    | Marat Izmailov                                        |                                                       |                                                       | Lokomotiv Moskou                                      |                                                       |                                                       |                                                       |                                                       |
| 21                                                    | Dmitri Chochlov                                       |                                                       |                                                       | Real Sociedad                                         |                                                       |                                                       |                                                       |                                                       |
| Aanval                                                |                                                       |                                                       |                                                       |                                                       |                                                       |                                                       |                                                       |                                                       |
| 11                                                    | Vladimir Bestsjastnych                                |                                                       |                                                       | Spartak Moskou                                        |                                                       |                                                       |                                                       |                                                       |
| 16                                                    | Aleksandr Kerzjakov                                   |                                                       |                                                       | Zenit Sint-Petersburg                                 |                                                       |                                                       |                                                       |                                                       |
| 19                                                    | Roeslan Pimenov                                       |                                                       |                                                       | Lokomotiv Moskou                                      |                                                       |                                                       |                                                       |                                                       |
| 22                                                    | Dmitri Sytsjov                                        |                                                       |                                                       | Spartak Moskou                                        |                                                       |                                                       |                                                       |                                                       |
| Bondscoach: Oleg Romantsev                            |                                                       |                                                       |                                                       |                                                       |                                                       |                                                       |                                                       |                                                       |

| Selectie van Rusland bij het Wereldkampioenschap 2014 | Selectie van Rusland bij het Wereldkampioenschap 2014 | Selectie van Rusland bij het Wereldkampioenschap 2014 | Selectie van Rusland bij het Wereldkampioenschap 2014 | Selectie van Rusland bij het Wereldkampioenschap 2014 | Selectie van Rusland bij het Wereldkampioenschap 2014 | Selectie van Rusland bij het Wereldkampioenschap 2014 | Selectie van Rusland bij het Wereldkampioenschap 2014 | Selectie van Rusland bij het Wereldkampioenschap 2014 |
| №                                                     | Naam                                                  | Wed.                                                  | Dlpnt.                                                | Club                                                  |                                                       |                                                       |                                                       |                                                       |
| ----------------------------------------------------- | ----------------------------------------------------- | ----------------------------------------------------- | ----------------------------------------------------- | ----------------------------------------------------- | ----------------------------------------------------- | ----------------------------------------------------- | ----------------------------------------------------- | ----------------------------------------------------- |
| Doel                                                  |                                                       |                                                       |                                                       |                                                       |                                                       |                                                       |                                                       |                                                       |
| 1                                                     | Igor Akinfejev                                        |                                                       |                                                       | CSKA Moskou                                           |                                                       |                                                       |                                                       |                                                       |
| 12                                                    | Joeri Lodygin                                         |                                                       |                                                       | Zenit Sint-Petersburg                                 |                                                       |                                                       |                                                       |                                                       |
| 16                                                    | Sergej Rizjikov                                       |                                                       |                                                       | Roebin Kazan                                          |                                                       |                                                       |                                                       |                                                       |
| Verdediging                                           |                                                       |                                                       |                                                       |                                                       |                                                       |                                                       |                                                       |                                                       |
| 2                                                     | Aleksej Kozlov                                        |                                                       |                                                       | Dinamo Moskou                                         |                                                       |                                                       |                                                       |                                                       |
| 3                                                     | Georgi Sjtsjennikov                                   |                                                       |                                                       | CSKA Moskou                                           |                                                       |                                                       |                                                       |                                                       |
| 4                                                     | Sergej Ignasjevitsj                                   |                                                       |                                                       | CSKA Moskou                                           |                                                       |                                                       |                                                       |                                                       |
| 5                                                     | Andrej Semjonov                                       |                                                       |                                                       | Terek Grozny                                          |                                                       |                                                       |                                                       |                                                       |
| 13                                                    | Vladimir Granat                                       |                                                       |                                                       | Dinamo Moskou                                         |                                                       |                                                       |                                                       |                                                       |
| 14                                                    | Vasili Berezoetski                                    |                                                       |                                                       | CSKA Moskou                                           |                                                       |                                                       |                                                       |                                                       |
| 22                                                    | Andrej Jesjtsjenko                                    |                                                       |                                                       | Anzji Machatsjkala                                    |                                                       |                                                       |                                                       |                                                       |
| 23                                                    | Dmitri Kombarov                                       |                                                       |                                                       | Spartak Moskou                                        |                                                       |                                                       |                                                       |                                                       |
| Middenveld                                            |                                                       |                                                       |                                                       |                                                       |                                                       |                                                       |                                                       |                                                       |
| 7                                                     | Igor Denisov                                          |                                                       |                                                       | Dinamo Moskou                                         |                                                       |                                                       |                                                       |                                                       |
| 8                                                     | Denis Gloesjakov                                      |                                                       |                                                       | Spartak Moskou                                        |                                                       |                                                       |                                                       |                                                       |
| 10                                                    | Alan Dzagojev                                         |                                                       |                                                       | CSKA Moskou                                           |                                                       |                                                       |                                                       |                                                       |
| 15                                                    | Pavel Mogilevets                                      |                                                       |                                                       | Roebin Kazan                                          |                                                       |                                                       |                                                       |                                                       |
| 17                                                    | Oleg Sjatov                                           |                                                       |                                                       | Zenit Sint-Petersburg                                 |                                                       |                                                       |                                                       |                                                       |
| 18                                                    | Joeri Zjirkov                                         |                                                       |                                                       | Dinamo Moskou                                         |                                                       |                                                       |                                                       |                                                       |
| 20                                                    | Viktor Fajzoelin                                      |                                                       |                                                       | Zenit Sint-Petersburg                                 |                                                       |                                                       |                                                       |                                                       |
| Aanval                                                |                                                       |                                                       |                                                       |                                                       |                                                       |                                                       |                                                       |                                                       |
| 6                                                     | Maksim Kanoennikov                                    |                                                       |                                                       | Amkar Perm                                            |                                                       |                                                       |                                                       |                                                       |
| 9                                                     | Aleksandr Kokorin                                     |                                                       |                                                       | Dinamo Moskou                                         |                                                       |                                                       |                                                       |                                                       |
| 11                                                    | Aleksandr Kerzjakov                                   |                                                       |                                                       | Zenit Sint-Petersburg                                 |                                                       |                                                       |                                                       |                                                       |
| 19                                                    | Aleksandr Samedov                                     |                                                       |                                                       | Lokomotiv Moskou                                      |                                                       |                                                       |                                                       |                                                       |
| 21                                                    | Aleksej Ionov                                         |                                                       |                                                       | Dinamo Moskou                                         |                                                       |                                                       |                                                       |                                                       |
| Bondscoach: Fabio Capello                             |                                                       |                                                       |                                                       |                                                       |                                                       |                                                       |                                                       |                                                       |

| Selectie van Rusland bij het Wereldkampioenschap 2018 | Selectie van Rusland bij het Wereldkampioenschap 2018 | Selectie van Rusland bij het Wereldkampioenschap 2018 | Selectie van Rusland bij het Wereldkampioenschap 2018 | Selectie van Rusland bij het Wereldkampioenschap 2018 | Selectie van Rusland bij het Wereldkampioenschap 2018 | Selectie van Rusland bij het Wereldkampioenschap 2018 | Selectie van Rusland bij het Wereldkampioenschap 2018 | Selectie van Rusland bij het Wereldkampioenschap 2018 |
| №                                                     | Naam                                                  | Wed.                                                  | Dlpnt.                                                | Club                                                  |                                                       |                                                       |                                                       |                                                       |
| ----------------------------------------------------- | ----------------------------------------------------- | ----------------------------------------------------- | ----------------------------------------------------- | ----------------------------------------------------- | ----------------------------------------------------- | ----------------------------------------------------- | ----------------------------------------------------- | ----------------------------------------------------- |
| Doel                                                  |                                                       |                                                       |                                                       |                                                       |                                                       |                                                       |                                                       |                                                       |
| 1                                                     | Igor Akinfejev                                        | 106                                                   | 0                                                     | CSKA Moskou                                           |                                                       |                                                       |                                                       |                                                       |
| 12                                                    | Andrej Loenjov                                        | 3                                                     | 0                                                     | Zenit Sint-Petersburg                                 |                                                       |                                                       |                                                       |                                                       |
| 20                                                    | Vladimir Gaboelov                                     | 10                                                    | 0                                                     | Club Brugge                                           |                                                       |                                                       |                                                       |                                                       |
| Verdediging                                           |                                                       |                                                       |                                                       |                                                       |                                                       |                                                       |                                                       |                                                       |
| 2                                                     | Mário Fernandes                                       | 5                                                     | 0                                                     | CSKA Moskou                                           |                                                       |                                                       |                                                       |                                                       |
| 3                                                     | Ilja Koetepov                                         | 7                                                     | 0                                                     | Spartak Moskou                                        |                                                       |                                                       |                                                       |                                                       |
| 4                                                     | Sergej Ignasjevitsj                                   | 122                                                   | 8                                                     | CSKA Moskou                                           |                                                       |                                                       |                                                       |                                                       |
| 5                                                     | Andrej Semjonov                                       | 6                                                     | 0                                                     | Akhmat Grozny                                         |                                                       |                                                       |                                                       |                                                       |
| 13                                                    | Fjodor Koedrjasjov                                    | 19                                                    | 0                                                     | Rubin Kazan                                           |                                                       |                                                       |                                                       |                                                       |
| 14                                                    | Vladimir Granat                                       | 12                                                    | 1                                                     | Rubin Kazan                                           |                                                       |                                                       |                                                       |                                                       |
| 23                                                    | Igor Smolnikov                                        | 27                                                    | 0                                                     | Zenit Sint-Petersburg                                 |                                                       |                                                       |                                                       |                                                       |
| Middenveld                                            |                                                       |                                                       |                                                       |                                                       |                                                       |                                                       |                                                       |                                                       |
| 7                                                     | Daler Koezjajev                                       | 6                                                     | 0                                                     | Zenit Sint-Petersburg                                 |                                                       |                                                       |                                                       |                                                       |
| 8                                                     | Joeri Gazinski                                        | 6                                                     | 0                                                     | FK Krosnodar                                          |                                                       |                                                       |                                                       |                                                       |
| 9                                                     | Alan Dzagojev                                         | 57                                                    | 9                                                     | CSKA Moskou                                           |                                                       |                                                       |                                                       |                                                       |
| 11                                                    | Roman Zobnin                                          | 12                                                    | 0                                                     | Spartak Moskou                                        |                                                       |                                                       |                                                       |                                                       |
| 15                                                    | Aleksej Mirantsjoek                                   | 18                                                    | 4                                                     | Lokomotiv Moskou                                      |                                                       |                                                       |                                                       |                                                       |
| 16                                                    | Anton Mirantsjoek                                     | 6                                                     | 0                                                     | Lokomotiv Moskou                                      |                                                       |                                                       |                                                       |                                                       |
| 17                                                    | Aleksandr Golovin                                     | 19                                                    | 2                                                     | CSKA Moskou                                           |                                                       |                                                       |                                                       |                                                       |
| 18                                                    | Joeri Zjirkov                                         | 84                                                    | 2                                                     | Zenit Sint-Petersburg                                 |                                                       |                                                       |                                                       |                                                       |
| 19                                                    | Aleksandr Samedov                                     | 48                                                    | 7                                                     | Spartak Moskou                                        |                                                       |                                                       |                                                       |                                                       |
| 21                                                    | Aleksandr Jerochin                                    | 17                                                    | 0                                                     | Zenit Sint-Petersburg                                 |                                                       |                                                       |                                                       |                                                       |
| Aanval                                                |                                                       |                                                       |                                                       |                                                       |                                                       |                                                       |                                                       |                                                       |
| 6                                                     | Denis Tsjerysjev                                      | 11                                                    | 0                                                     | Villarreal CF                                         |                                                       |                                                       |                                                       |                                                       |
| 10                                                    | Fjodor Smolov                                         | 32                                                    | 12                                                    | FK Krosnodar                                          |                                                       |                                                       |                                                       |                                                       |
| 22                                                    | Artjom Dzjoeba                                        | 23                                                    | 11                                                    | FK Arsenal Toela                                      |                                                       |                                                       |                                                       |                                                       |
| Bondscoach: Stanislav Tsjertsjesov                    |                                                       |                                                       |                                                       |                                                       |                                                       |                                                       |                                                       |                                                       |

### Europees kampioenschap
| Selectie van Rusland bij het Europees kampioenschap 1996 | Selectie van Rusland bij het Europees kampioenschap 1996 | Selectie van Rusland bij het Europees kampioenschap 1996 | Selectie van Rusland bij het Europees kampioenschap 1996 | Selectie van Rusland bij het Europees kampioenschap 1996 | Selectie van Rusland bij het Europees kampioenschap 1996 | Selectie van Rusland bij het Europees kampioenschap 1996 | Selectie van Rusland bij het Europees kampioenschap 1996 | Selectie van Rusland bij het Europees kampioenschap 1996 |
| №                                                        | Naam                                                     | Wed.                                                     | Dlpnt.                                                   | Club                                                     |                                                          |                                                          |                                                          |                                                          |
| -------------------------------------------------------- | -------------------------------------------------------- | -------------------------------------------------------- | -------------------------------------------------------- | -------------------------------------------------------- | -------------------------------------------------------- | -------------------------------------------------------- | -------------------------------------------------------- | -------------------------------------------------------- |
| Doel                                                     |                                                          |                                                          |                                                          |                                                          |                                                          |                                                          |                                                          |                                                          |
| 1                                                        | Dmitri Charin                                            |                                                          |                                                          | Chelsea                                                  |                                                          |                                                          |                                                          |                                                          |
| 12                                                       | Stanislav Tsjertsjesov                                   |                                                          |                                                          | FC Tirol Innsbruck                                       |                                                          |                                                          |                                                          |                                                          |
| 22                                                       | Sergej Ovtsjinnikov                                      |                                                          |                                                          | Lokomotiv Moskou                                         |                                                          |                                                          |                                                          |                                                          |
| Verdediging                                              |                                                          |                                                          |                                                          |                                                          |                                                          |                                                          |                                                          |                                                          |
| 2                                                        | Omari Tetradze                                           |                                                          |                                                          | Alania Vladikavkaz                                       |                                                          |                                                          |                                                          |                                                          |
| 3                                                        | Joeri Nikiforov                                          |                                                          |                                                          | Spartak Moskou                                           |                                                          |                                                          |                                                          |                                                          |
| 5                                                        | Joeri Kovtoen                                            |                                                          |                                                          | Dinamo Moskou                                            |                                                          |                                                          |                                                          |                                                          |
| 7                                                        | Viktor Onopko                                            |                                                          |                                                          | Real Oviedo                                              |                                                          |                                                          |                                                          |                                                          |
| 13                                                       | Jevgeni Boesjmanov                                       |                                                          |                                                          | CSKA Moskou                                              |                                                          |                                                          |                                                          |                                                          |
| 20                                                       | Sergej Gorloekovitsj                                     |                                                          |                                                          | Spartak Moskou                                           |                                                          |                                                          |                                                          |                                                          |
| Middenveld                                               |                                                          |                                                          |                                                          |                                                          |                                                          |                                                          |                                                          |                                                          |
| 4                                                        | Ilja Tsymbalar                                           |                                                          |                                                          | Spartak Moskou                                           |                                                          |                                                          |                                                          |                                                          |
| 6                                                        | Valeri Karpin                                            |                                                          |                                                          | Real Sociedad                                            |                                                          |                                                          |                                                          |                                                          |
| 8                                                        | Andrej Kantsjelskis                                      |                                                          |                                                          | Everton                                                  |                                                          |                                                          |                                                          |                                                          |
| 10                                                       | Aleksandr Mostovoj                                       |                                                          |                                                          | RC Strasbourg                                            |                                                          |                                                          |                                                          |                                                          |
| 15                                                       | Igor Sjalimov                                            |                                                          |                                                          | Udinese                                                  |                                                          |                                                          |                                                          |                                                          |
| 18                                                       | Igor Janovski                                            |                                                          |                                                          | Alania Vladikavkaz                                       |                                                          |                                                          |                                                          |                                                          |
| 19                                                       | Vladislav Radimov                                        |                                                          |                                                          | CSKA Moskou                                              |                                                          |                                                          |                                                          |                                                          |
| 21                                                       | Dmitri Chochlov                                          |                                                          |                                                          | CSKA Moskou                                              |                                                          |                                                          |                                                          |                                                          |
| Aanval                                                   |                                                          |                                                          |                                                          |                                                          |                                                          |                                                          |                                                          |                                                          |
| 9                                                        | Igor Kolyvanov                                           |                                                          |                                                          | US Foggia                                                |                                                          |                                                          |                                                          |                                                          |
| 11                                                       | Sergej Kirjakov                                          |                                                          |                                                          | Karlsruher SC                                            |                                                          |                                                          |                                                          |                                                          |
| 16                                                       | Igor Simoetenkov                                         |                                                          |                                                          | AC Reggiana                                              |                                                          |                                                          |                                                          |                                                          |
| 17                                                       | Vladimir Bestsjastnych                                   |                                                          |                                                          | Werder Bremen                                            |                                                          |                                                          |                                                          |                                                          |
| Bondscoach: Oleg Romantsev                               |                                                          |                                                          |                                                          |                                                          |                                                          |                                                          |                                                          |                                                          |

| Selectie van Rusland bij het Europees kampioenschap 2016 | Selectie van Rusland bij het Europees kampioenschap 2016 | Selectie van Rusland bij het Europees kampioenschap 2016 | Selectie van Rusland bij het Europees kampioenschap 2016 | Selectie van Rusland bij het Europees kampioenschap 2016 | Selectie van Rusland bij het Europees kampioenschap 2016 | Selectie van Rusland bij het Europees kampioenschap 2016 | Selectie van Rusland bij het Europees kampioenschap 2016 | Selectie van Rusland bij het Europees kampioenschap 2016 |
| №                                                        | Naam                                                     | Wed.                                                     | Dlpnt.                                                   | Club                                                     |                                                          |                                                          |                                                          |                                                          |
| -------------------------------------------------------- | -------------------------------------------------------- | -------------------------------------------------------- | -------------------------------------------------------- | -------------------------------------------------------- | -------------------------------------------------------- | -------------------------------------------------------- | -------------------------------------------------------- | -------------------------------------------------------- |
| Doel                                                     |                                                          |                                                          |                                                          |                                                          |                                                          |                                                          |                                                          |                                                          |
| 1                                                        | Igor Akinfejev                                           | 90                                                       | 0                                                        | CSKA Moskou                                              |                                                          |                                                          |                                                          |                                                          |
| 12                                                       | Joeri Lodygin                                            | 11                                                       | 0                                                        | Zenit Sint-Petersburg                                    |                                                          |                                                          |                                                          |                                                          |
| 16                                                       | Guilherme Marinato                                       | 2                                                        | 0                                                        | Lokomotiv Moskou                                         |                                                          |                                                          |                                                          |                                                          |
| Verdediging                                              |                                                          |                                                          |                                                          |                                                          |                                                          |                                                          |                                                          |                                                          |
| 2                                                        | Roman Sjisjkin                                           | 11                                                       | 0                                                        | Lokomotiv Moskou                                         |                                                          |                                                          |                                                          |                                                          |
| 3                                                        | Igor Smolnikov                                           | 17                                                       | 0                                                        | Zenit Sint-Petersburg                                    |                                                          |                                                          |                                                          |                                                          |
| 4                                                        | Sergej Ignasjevitsj                                      | 120                                                      | 8                                                        | CSKA Moskou                                              |                                                          |                                                          |                                                          |                                                          |
| 6                                                        | Aleksej Berezoetski                                      | 58                                                       | 0                                                        | CSKA Moskou                                              |                                                          |                                                          |                                                          |                                                          |
| 14                                                       | Vasili Berezoetski                                       | 98                                                       | 5                                                        | CSKA Moskou                                              |                                                          |                                                          |                                                          |                                                          |
| 21                                                       | Georgi Sjtsjennikov                                      | 10                                                       | 0                                                        | CSKA Moskou                                              |                                                          |                                                          |                                                          |                                                          |
| 23                                                       | Dmitri Kombarov                                          | 40                                                       | 2                                                        | Spartak Moskou                                           |                                                          |                                                          |                                                          |                                                          |
| Middenveld                                               |                                                          |                                                          |                                                          |                                                          |                                                          |                                                          |                                                          |                                                          |
| 5                                                        | Roman Neustädter                                         | 3                                                        | 0                                                        | Schalke 04                                               |                                                          |                                                          |                                                          |                                                          |
| 7                                                        | Igor Denisov                                             | 54                                                       | 0                                                        | Dinamo Moskou                                            |                                                          |                                                          |                                                          |                                                          |
| 8                                                        | Denis Gloesjakov                                         | 46                                                       | 5                                                        | Spartak Moskou                                           |                                                          |                                                          |                                                          |                                                          |
| 11                                                       | Pavel Mamajev                                            | 15                                                       | 0                                                        | Krasnodar                                                |                                                          |                                                          |                                                          |                                                          |
| 13                                                       | Aleksandr Golovin                                        | 8                                                        | 2                                                        | CSKA Moskou                                              |                                                          |                                                          |                                                          |                                                          |
| 15                                                       | Roman Sjirokov                                           | 57                                                       | 13                                                       | CSKA Moskou                                              |                                                          |                                                          |                                                          |                                                          |
| 17                                                       | Oleg Sjatov                                              | 25                                                       | 2                                                        | Zenit Sint-Petersburg                                    |                                                          |                                                          |                                                          |                                                          |
| 18                                                       | Oleg Ivanov                                              | 5                                                        | 0                                                        | Terek Grozny                                             |                                                          |                                                          |                                                          |                                                          |
| 19                                                       | Aleksandr Samedov                                        | 30                                                       | 3                                                        | Lokomotiv Moskou                                         |                                                          |                                                          |                                                          |                                                          |
| 20                                                       | Dimitri Torbinski                                        | 30                                                       | 2                                                        | FK Krasnodar                                             |                                                          |                                                          |                                                          |                                                          |
| Aanval                                                   |                                                          |                                                          |                                                          |                                                          |                                                          |                                                          |                                                          |                                                          |
| 9                                                        | Aleksandr Kokorin                                        | 42                                                       | 12                                                       | Zenit Sint-Petersburg                                    |                                                          |                                                          |                                                          |                                                          |
| 10                                                       | Fjodor Smolov                                            | 17                                                       | 5                                                        | Krasnodar                                                |                                                          |                                                          |                                                          |                                                          |
| 22                                                       | Artjom Dzjoeba                                           | 21                                                       | 9                                                        | Zenit Sint-Petersburg                                    |                                                          |                                                          |                                                          |                                                          |
| Bondscoach: Leonid Sloetski                              |                                                          |                                                          |                                                          |                                                          |                                                          |                                                          |                                                          |                                                          |